# Letlands deltagelse i Olympiske lege
|  | Sammenskrivningsforslag Artiklen Letlands deltagelse i Olympiske lege er foreslået føjet ind i Letland ved OL. (Siden maj 2017) Diskutér forslaget |

Letlands deltagelse i de Olympiske lege fandt første gang sted ved Vinter-OL i 1924 i Chamonix. I alt har lettiske sportsfolk deltaget ved ni Sommer-OL og ni Vinter-OL for Letland, og var en af de første deltagerlande ved vinter-OL. I perioden fra 1952 til 1988 deltog lettiske sportsfolk som del af Sovjetunionens deltagerhold, og i 1912 ved sommer-OL deltog lettiske sportsfolk som del af det Russiske Kejserriges deltagerhold.
Lettiske sportsfolk har i alt vundet 19 medaljer ved sommer-OL og 7 ved vinter-OL for Letland. Letlands Olympiske Komité er den officielle arrangør af det lettiske nationale deltagerhold ved de Olympiske Lege. Letlands Olympiske Komité etableredes i 1922 og fornyede sit virke i 1988.

## Medaljemodtagere

### Sommer-OL
| Medalje | Deltager                        | Lege               | Sportsgren             | Disciplin               |
| ------- | ------------------------------- | ------------------ | ---------------------- | ----------------------- |
| Sølv    | Jānis Daliņš                    | 1932 i Los Angeles | Atletik                | 50 km kapgang           |
| Sølv    | Edvīns Bietags                  | 1936 i Berlin      | Græsk-romersk brydning | Letsværvægt             |
| Bronze  | Adalberts Bubenko               | 1936 i Berlin      | Atletik                | 50 km kapgang           |
| Sølv    | Ivans Klementjevs               | 1992 i Barcelona   | Kano                   | C-1 1000 m              |
| Sølv    | Afanasijs Kuzmins               | 1992 i Barcelona   | Skydning               | 25 m sportpistol        |
| Bronze  | Dainis Ozols                    | 1992 i Barcelona   | Cykling                | 194 km landevej         |
| Sølv    | Ivans Klementjevs               | 1996 i Atlanta     | Kano                   | C-1 1000 m              |
| Guld    | Igors Vihrovs                   | 2000 i Sydney      | Gymnastik              | Øvelser på gulv         |
| Sølv    | Aigars Fadejevs                 | 2000 i Sydney      | Atletik                | 50 km kapgang           |
| Bronze  | Vsevolods Zeļonijs              | 2000 i Sydney      | Judo                   | Letvægt                 |
| Sølv    | Jevgēņijs Saproņenko            | 2004 i Athen       | Gymnastik              | Spring over hest        |
| Sølv    | Vadims Vasiļevskis              | 2004 i Athen       | Atletik                | Spydkast                |
| Sølv    | Jeļena Rubļevska                | 2004 i Athen       | Moderne femkamp        | Kvindernes individuelle |
| Sølv    | Viktors Ščerbatihs              | 2004 i Athen       | Vægtløftning           | +105 kg                 |
| Guld    | Māris Štrombergs                | 2008 i Beijing     | Cykling                | BMX                     |
| Sølv    | Ainārs Kovals                   | 2008 i Beijing     | Atletik                | Spydkast                |
| Bronze  | Viktors Ščerbatihs              | 2008 i Beijing     | Vægtløftning           | +105 kg                 |
| Bronze  | Mārtiņš Pļaviņš – Jānis Šmēdiņš | 2012 i London      | Beachvolley            | Mændenes                |
| Guld    | Māris Štrombergs                | 2012 i London      | Cykling                | BMX                     |

### Vinter-OL
| Medalje | Deltager                                                         | Lege             | Sportsgren | Disciplin        |
| ------- | ---------------------------------------------------------------- | ---------------- | ---------- | ---------------- |
| Bronze  | Mārtiņš Rubenis                                                  | 2006 i Torino    | Kælk       | Mændenes enkelt  |
| Sølv    | Andris Šics og Juris Šics                                        | 2010 i Vancouver | Kælk       | Mændenes dobbelt |
| Sølv    | Martins Dukurs                                                   | 2010 i Vancouver | Skeleton   | Mændenes         |
| Bronze  | Andris Šics og Juris Šics                                        | 2014 i Sotji     | Kælk       | Mændenes dobbelt |
| Bronze  | Elīza Tīruma Mārtiņš Rubenis Andris Šics Juris Šics              | 2014 i Sotji     | Kælk       | Holdstafet       |
| Sølv    | Martins Dukurs                                                   | 2014 i Sotji     | Skeleton   | Mændenes         |
| Sølv    | Oskars Melbārdis Daumants Dreiškens Arvis Vilkaste Jānis Strenga | 2014 i Sotji     | Bobslæde   | Firemands        |

## Medaljeoversigt

### Medaljer ved sommer-OL
| Lege               | Guld                                    | Sølv                                    | Bronze                                  | Samlet                                  |
| ------------------ | --------------------------------------- | --------------------------------------- | --------------------------------------- | --------------------------------------- |
| 1924 i Paris       | 0                                       | 0                                       | 0                                       | 0                                       |
| 1928 i Amsterdam   | 0                                       | 0                                       | 0                                       | 0                                       |
| 1932 i Los Angeles | 0                                       | 1                                       | 0                                       | 1                                       |
| 1936 i Berlin      | 0                                       | 1                                       | 1                                       | 2                                       |
| 1952–1988          | Som del af Sovjetunionens deltagerhold. | Som del af Sovjetunionens deltagerhold. | Som del af Sovjetunionens deltagerhold. | Som del af Sovjetunionens deltagerhold. |
| 1992 i Barcelona   | 0                                       | 2                                       | 1                                       | 3                                       |
| 1996 i Atlanta     | 0                                       | 1                                       | 0                                       | 1                                       |
| 2000 i Sidney      | 1                                       | 1                                       | 1                                       | 3                                       |
| 2004 i Athen       | 0                                       | 4                                       | 0                                       | 4                                       |
| 2008 i Beijing     | 1                                       | 1                                       | 1                                       | 3                                       |
| 2012 i London      | 1                                       | 0                                       | 1                                       | 2                                       |
| Total              | 3                                       | 11                                      | 5                                       | 19                                      |

### Medaljer ved vinter-OL
| Lege                          | Guld                                    | Sølv                                    | Bronze                                  | Samlet                                  |
| ----------------------------- | --------------------------------------- | --------------------------------------- | --------------------------------------- | --------------------------------------- |
| 1924 i Chamonix               | 0                                       | 0                                       | 0                                       | 0                                       |
| 1928 i Sankt Moritz           | 0                                       | 0                                       | 0                                       | 0                                       |
| 1932 i Lake Placid            | Deltog ikke.                            | Deltog ikke.                            | Deltog ikke.                            | Deltog ikke.                            |
| 1936 i Garmisch-Partenkirchen | 0                                       | 0                                       | 0                                       | 0                                       |
| 1952—1988                     | Som del af Sovjetunionens deltagerhold. | Som del af Sovjetunionens deltagerhold. | Som del af Sovjetunionens deltagerhold. | Som del af Sovjetunionens deltagerhold. |
| 1992 i Albertville            | 0                                       | 0                                       | 0                                       | 0                                       |
| 1994 i Lillehammer            | 0                                       | 0                                       | 0                                       | 0                                       |
| 1998 i Nagano                 | 0                                       | 0                                       | 0                                       | 0                                       |
| 2002 i Salt Lake City         | 0                                       | 0                                       | 0                                       | 0                                       |
| 2006 i Torino                 | 0                                       | 0                                       | 1                                       | 1                                       |
| 2010 i Vancouver              | 0                                       | 2                                       | 0                                       | 2                                       |
| 2014 i Sotji                  | 0                                       | 2                                       | 2                                       | 4                                       |
| Samlet                        | 0                                       | 4                                       | 3                                       | 7                                       |

### Medaljer efter sportsgren
| Sportsgren      | Guld | Sølv | Bronze | Samlet |
| --------------- | ---- | ---- | ------ | ------ |
| Gymnastik       | 2    | 1    | 0      | 2      |
| Cykling         | 1    | 0    | 1      | 2      |
| Atletik         | 0    | 4    | 1      | 5      |
| Kano            | 0    | 2    | 0      | 2      |
| Moderne femkamp | 0    | 1    | 0      | 1      |
| Skydning        | 0    | 1    | 0      | 1      |
| Vægtløftning    | 0    | 1    | 1      | 2      |
| Brydning        | 0    | 1    | 0      | 1      |
| Judo            | 0    | 0    | 1      | 1      |
| Beachvolley     | 0    | 0    | 1      | 1      |
| Skeleton        | 0    | 1    | 0      | 1      |
| Samlet          | 3    | 13   | 6      | 22     |